# Tuomo Harjula
Tuomo Harjula (Oulu, 17 gennaio 1978) è un allenatore di hockey su ghiaccio ed ex hockeista su ghiaccio finlandese professionista che ha giocato nel ruolo di ala sinistra.

## Carriera
Ha fatto tutta la trafila delle giovanili nell'Oulun Kärpät, squadra della sua città natale, con cui ha anche esordito in SM-Liiga nella stagione 2000-2001 (già in precedenza aveva esordito in prima squadra, quando questa giocava in I divisione, la seconda serie). Nel 2002 ha cambiato squadra, passando al Porin Ässät, sempre nella massima serie finlandese.
Ha cominciato poi a girare l'Europa, militando nei campionati austriaco (nella seconda serie, con EHC Lustenau e EHC Bregenzerwald), danese (in massima serie con gli Herlev Hornets) ed italiano (in serie A2 con HC Egna ed EV Bozen, in massima serie con l'HC Bolzano).
Dal 2012 gioca in Serie A2 con l'Hockey Club Eppan-Appiano. Al termine della stagione 2012-2013 vinse il titolo di Serie A2.
Dopo il ritiro ha allenato gli Old Weasels Bozen per la stagione 2014-2015, mentre nella successiva è passato alla guida, assieme a Miha Zbontar, delle giovanili sia dell'Ora che dell'Egna.
Dopo la fusione delle prime squadre dei due club della Bassa Atesina nell'Hockey Unterland Cavaliers, Harjula è divenuto assistant coach di Miha Zbontar per la prima squadra iscritta alla Italian Hockey League, pur non lasciando l'impegno coi due settori giovanili. È stato confermato anche nella stagione 2020-2021, quando al posto di Zbontar divenne head coach lo svedese Kjell Lundqvist, che tuttavia lasciò la squadra per motivi familiari pochi giorni prima della prima giornata di campionato. La squadra venne affidata ad Harjula fino all'arrivo del nuovo allenatore, Paul Thompson.

## Statistiche
Statistiche aggiornate a luglio 2012.

### Club
| Stagione | Squadra           | Stagione regolare | Stagione regolare | Stagione regolare | Stagione regolare | Stagione regolare | Stagione regolare | Playoff | Playoff | Playoff | Playoff | Playoff |
| Stagione | Squadra           | Lega              | P                 | G                 | A                 | Pt                | PIM               | P       | G       | A       | Pt      | PIM     |
| -------- | ----------------- | ----------------- | ----------------- | ----------------- | ----------------- | ----------------- | ----------------- | ------- | ------- | ------- | ------- | ------- |
| 1993-94  | Kärpät U16        | Jr. C SM-sarja    | 31                | 2                 | 8                 | 10                | 8                 | 4       | 0       | 2       | 2       | 2       |
| 1994-95  | Kärpät U20        | Jr. A SM-liiga    | 0                 | 0                 | 0                 | 0                 | 0                 | -       | -       | -       | -       | -       |
|          |                   | Playout           | 1                 | 0                 | 0                 | 0                 | 0                 | -       | -       | -       | -       | -       |
|          | Kärpät U18        | Jr. B SM-sarja    | 30                | 7                 | 8                 | 15                | 17                | -       | -       | -       | -       | -       |
| 1995-96  | Kärpät U20        | Jr. A SM-liiga    | 22                | 0                 | 2                 | 2                 | 27                |         |         |         |         |         |
|          | Kärpät U18        | Jr. B SM-sarja    | 11                | 5                 | 0                 | 5                 | 4                 |         |         |         |         |         |
| 1996-97  | Kärpät U20        | Jr. A SM-liiga    | 34                | 4                 | 4                 | 8                 | 2                 |         |         |         |         |         |
| 1997-98  | Kärpät            | Finland2          | 1                 | 0                 | 0                 | 0                 | 0                 | -       | -       | -       | -       | -       |
|          | Kärpät U20        | Jr. A SM-liiga    | 22                | 2                 | 5                 | 7                 | 0                 | -       | -       | -       | -       | -       |
|          |                   | Playout           | 13                | 3                 | 3                 | 6                 | 4                 | -       | -       | -       | -       | -       |
| 1998-99  | Kärpät U20        | Jr. A SM-liiga    | 22                | 4                 | 8                 | 12                | 2                 | -       | -       | -       | -       | -       |
|          |                   | Playout           | 14                | 10                | 10                | 20                | 6                 | -       | -       | -       | -       | -       |
| 1999-00  | Kärpät            | Finland2          | 30                | 3                 | 6                 | 9                 | 10                | 6       | 0       | 0       | 0       | 2       |
|          | Raahe-Kiekko      | Finland3          | 8                 | 6                 | 5                 | 11                | 2                 | -       | -       | -       | -       | -       |
| 2000-01  | Kärpät            | SM-liiga          | 56                | 2                 | 7                 | 9                 | 14                | 9       | 2       | 1       | 3       | 2       |
| 2001-02  | Kärpät            | SM-liiga          | 49                | 4                 | 6                 | 10                | 8                 | 4       | 0       | 0       | 0       | 2       |
| 2002-03  | Ässät             | SM-liiga          | 56                | 9                 | 11                | 20                | 4                 |         |         |         |         |         |
| 2003-04  | Ässät             | SM-liiga          | 51                | 5                 | 5                 | 10                | 14                |         |         |         |         |         |
| 2004-05  | EHC Lustenau      | Austria2          | 48                | 41                | 47                | 88                | 22                |         |         |         |         |         |
| 2005-06  | EHC Lustenau      | Austria2          | 13                | 6                 | 6                 | 12                | 8                 |         |         |         |         |         |
|          | Herlev            | Denmark           | 13                | 6                 | 6                 | 12                | 8                 |         |         |         |         |         |
| 2006-07  | Herlev            | Denmark           | 36                | 9                 | 16                | 25                | 18                |         |         |         |         |         |
| 2007-08  | Neumarkt/Egna     | Italy2            | 42                | 19                | 47                | 66                | 18                | 6       | 3       | 3       | 6       | 4       |
| 2008-09  | Neumarkt/Egna     | Italy2            | 31                | 16                | 35                | 51                | 6                 | 5       | 1       | 5       | 6       | 2       |
| 2009-10  | Neumarkt/Egna     | Italy2            | 31                | 13                | 14                | 27                | 8                 | 6       | 5       | 4       | 9       | 0       |
|          |                   | Italian Cup       | 1                 | 0                 | 0                 | 0                 | 0                 | -       | -       | -       | -       | -       |
| 2010-11  | EHC Bregenzerwald | Austria2          | 31                | 16                | 15                | 31                | 18                |         |         |         |         |         |
| 2011-12  | EV Bozen 84       | Italy2            | 36                | 22                | 21                | 43                | 4                 | -       | -       | -       | -       | -       |
|          | Bolzano           | Italy             | 6                 | 0                 | 1                 | 1                 | 0                 | 12      | 3       | 4       | 7       | 4       |

### Nazionale
| Stagione | Livello           | Risultati        | Risultati | Risultati | Risultati | Risultati | Risultati |
| Stagione | Livello           | Competizione     | P         | G         | A         | Pt        | PIM       |
| -------- | ----------------- | ---------------- | --------- | --------- | --------- | --------- | --------- |
| 1994-95  | Finland U17 (all) | International-Jr | 7         | 0         | 0         | 0         | 2         |

## Palmarès

### Club
- Campionato italiano: 1

 Bolzano: 2011-12
- Serie A2: 1

 Eppan-Appiano: 2012-2013
- Campionato austriaco di seconda divisione: 1

 Lustenau: 2005-06